# Rastriopes
Genre
Rastriopes est un genre de collemboles de la famille des Bourletiellidae.

## Liste des espèces
Selon Checklist of the Collembola of the World (version du 14 août 2019) :
- Rastriopes aculeatus (Börner, 1906)
- Rastriopes amphigyus Börner, 1906
- Rastriopes deformis (Nicolet, 1847)
- Rastriopes dromedarius (Womersley, 1932)
- Rastriopes echidnus Yoshii & Suhardjono, 1992
- Rastriopes fulvipes (Nicolet, 1847)
- Rastriopes fuscus Yosii, 1960
- Rastriopes gisinianus Murphy, 1960
- Rastriopes handschini (Womersley, 1932)
- Rastriopes lineatus Womersley, 1931
- Rastriopes obscurus (Womersley, 1931)
- Rastriopes schultzei Börner, 1908
- Rastriopes tricuspidatus (Börner, 1907)
- Rastriopes vexillarius (Schäffer, 1898)

## Publication originale
- Börner, 1906 : Das System der Collembolen nebst Beschreibung neuer Collembolen des Hamburger Naturhistorischen Museums. Mitteilungen aus dem Naturhistorischen Museum in Hamburg, vol. 23, p. 147-188 (texte intégral).